# Crkva sv. Martina biskupa u Ščitarjevu
Crkva sv. Martina biskupa rimokatolička je crkva u naselju Šćitarjevo koje je u sastavu grada Velika Gorica i zaštićeno kulturno dobro.

## Opis dobra
Župna crkva sv. Martina biskupa smještena je na blagoj uzvisini u središnjem dijelu Šćitarjeva, nedaleko od ostataka rimskih javnih građevina. Sagrađena je 1642. godine, a obnovljena je i dograđena između 1758. i 1768. godine. To je jednobrodna barokna građevina sa svetištem zaključenim stiješnjenom trostranom apsidom te pravokutnim zvonikom uz glavno pročelje. Građena je od opeke i kamena (spolija) koji su pripadali rimskim ruševinama. Oko crkve proteže se zidani cinktor. Unutrašnjost je svođena češkim kapama te popločena polikromnim keramitnim pločicama. Crkva je stradala u potresu 1880. godine te je uslijedila njezina historicistička obnova koju je vodio Hermann Bollé. Vrijedan inventar (oltari, propovjedaonica, orgulje, liturgijska oprema i dr.) potječe od 17. do 20. stoljeća. Ima povijesnu, arhitektonsku i ambijentalnu vrijednost te predstavlja jednu od vrednijih baroknih sakralnih građevina na prostoru sjeverozapadne Hrvatske.

## Zaštita
Pod oznakom Z-6387 zavedena je kao nepokretno kulturno dobro – pojedinačno, pravna statusa zaštićena kulturnog dobra, klasificirano kao "sakralna graditeljska baština".